# Lotus 23

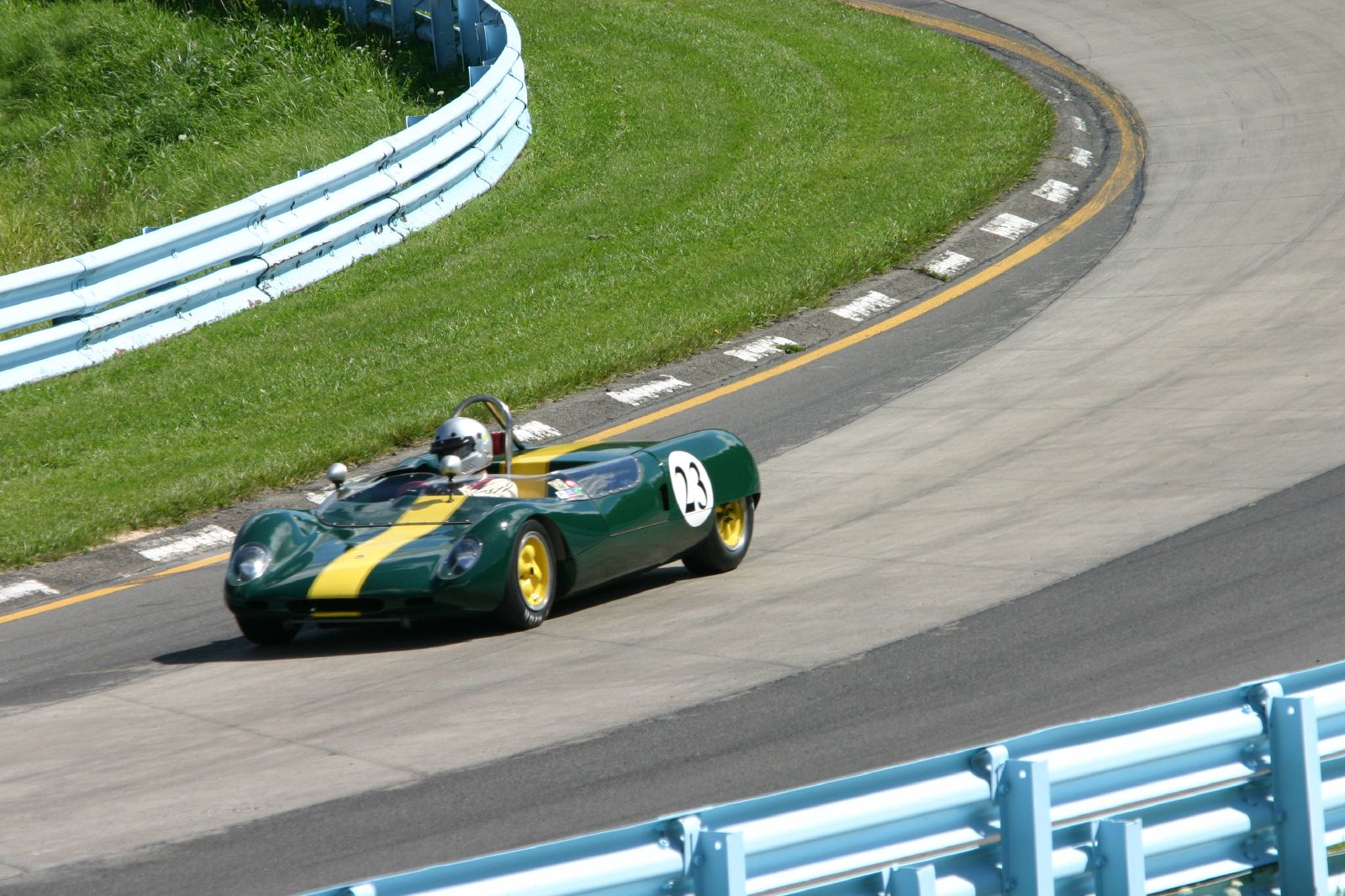
Lotus 23 B von 1965

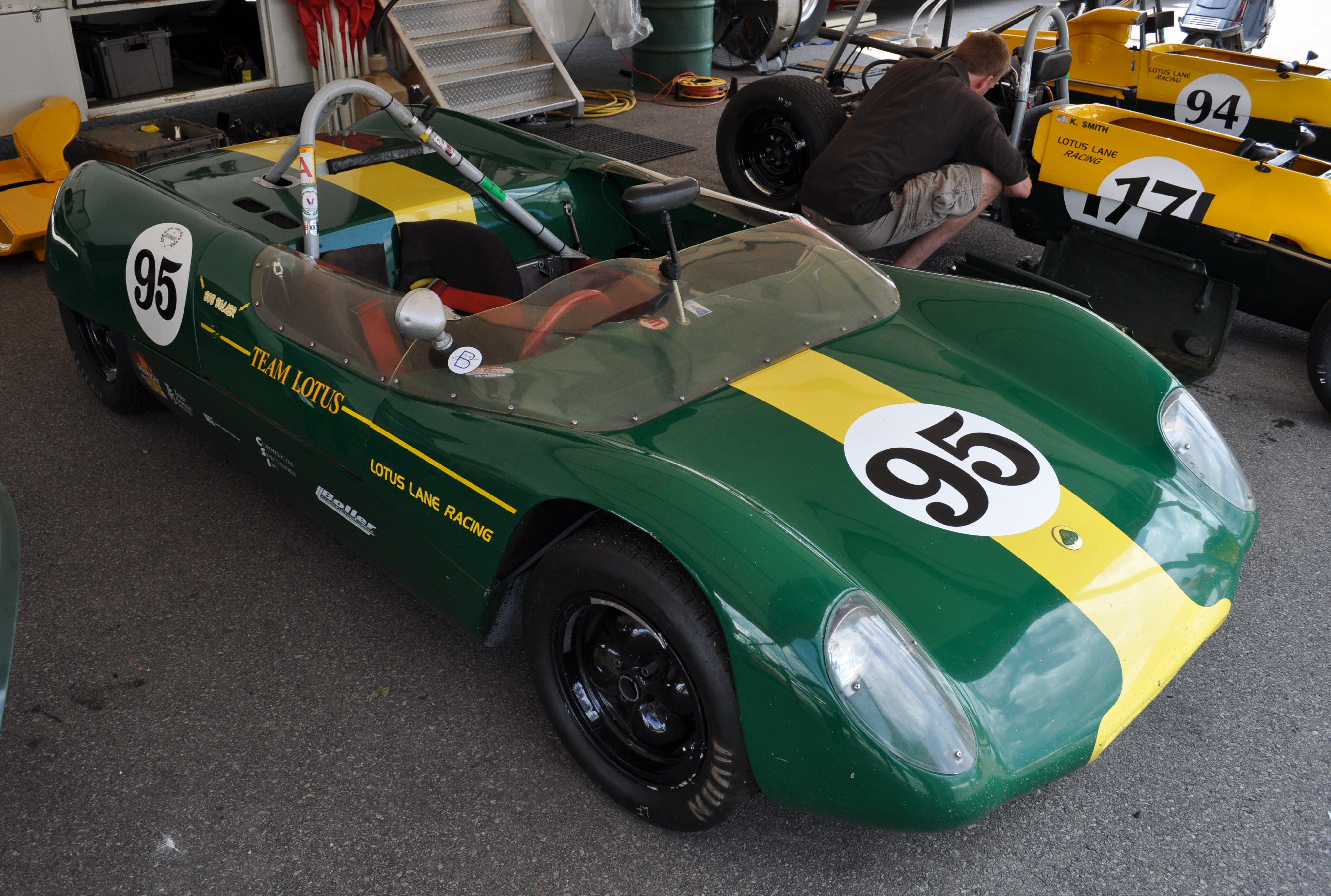
Lotus 23 B

Der Lotus 23 war ein Rennsportwagen, der 1962 bei Lotus entwickelt wurde.

## Technik
Der Lotus 23 wurde von Colin Chapman als Sportwagen-Zweisitzer entworfen, bei den Rennversionen wurde der zweite Sitz ausgebaut oder abgedeckt. Der Lotus 23 hatte das Fahrwerk des Lotus 20, eines Formel-Junior-Rennwagens aus dem Jahr 1961. Auch die Aufhängungen wurden von diesem Monoposto übernommen. Die Karosserie war aus glasfaserverstärktem Kunststoff. Der Lotus 23 war für unterschiedliche Hubraumklassen ausgelegt. Es kamen 750-cm³- und 1-Liter-Motoren zum Einsatz. Die „B“-Versionen hatten 1,5- und 1,6-Liter-Motoren von Ford.
Einige Fahrzeuge hatten einen BMW-Motor. Der deutsche Rennfahrer Toni Fischhaber rüstete 23er-Fahrgestelle mit 1,6- und 2-Liter-Agreggaten aus und ging mit den Wagen bei nationalen Rundstrecken- und Bergrennen an den Start.

## Renngeschichte
Der Lotus 23 gab sein Debüt 1962 beim 1000-km-Rennen auf dem Nürburgring. Bei starkem Regen ging der Schotte Jim Clark vom Start weg in Führung. Die Konkurrenz von Porsche, Aston Martin und Ferrari hatte Sportwagen an die Nordschleife gebracht, die teilweise die vierfache Leistung des kleinen Lotus hatten. Dennoch beendete Clark die erste Runde mit einem Vorsprung von 27 Sekunden auf den Porsche von Dan Gurney. Erst als die Strecke nach einigen Runden abzutrocknen begann, wurde er langsam eingeholt. In der zwölften Runde verlor Clark in der Hocheichenkurve ausgangs Hatzenbach die Kontrolle über das Fahrzeug und kam von der Strecke ab. Durch Dämpfe, die aus einem beschädigten Auspuff austraten, war ihm übel geworden, sodass er den Wagen nicht mehr beherrschte. Ein zweiter Lotus 23 mit Peter Ashdown und Bruce Johnstone am Steuer beendete das Rennen mit vier Runden Rückstand auf die Sieger Phil Hill und Olivier Gendebien im Ferrari Dino 246SP auf dem achten Rang der Gesamtwertung.
Beim 24-Stunden-Rennen von Le Mans kam es zum Eklat, als die Funktionäre des ACO nach der technischen Abnahme den Werks-23 die Rennteilnahme verweigerten. Noch vor dem Rennen wurde bekannt, dass dies auf Druck französischer Rennteams geschah, die um ihre Chancen in den kleinen Klassen fürchteten. Das Lotus-Team musste abreisen und ein wütender Colin Chapman machte seine Ankündigung wahr, nie mehr mit einem Werksteam nach Le Mans zu kommen.
Mehr als 130 Stück dieses Wagens wurden bei Lotus gebaut und waren bis Mitte der 1960er-Jahre beliebte und erfolgreiche Rennfahrzeuge, die noch heute bei Veranstaltungen für historische Rennfahrzeuge zu sehen sind.

## Technische Daten

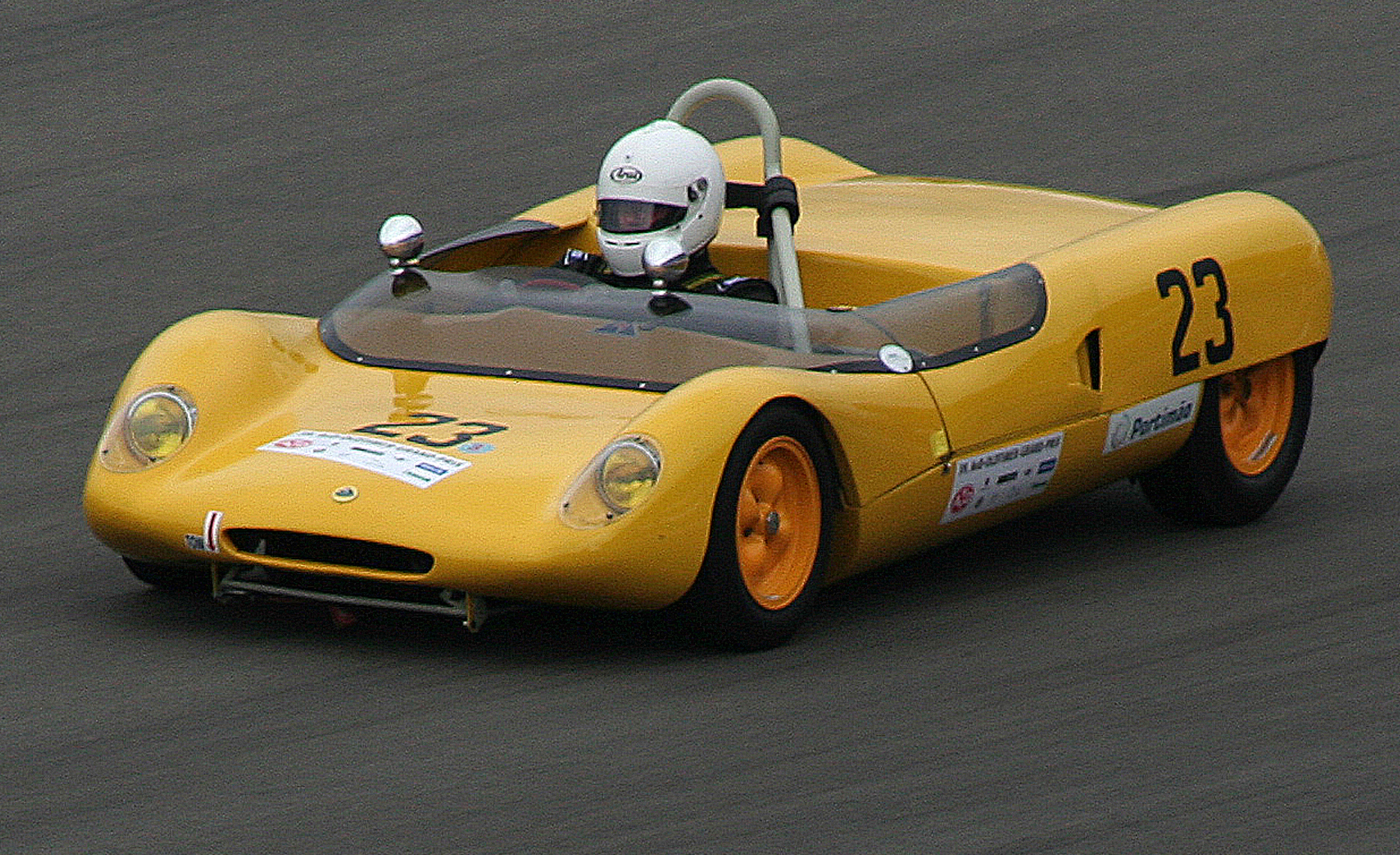
Lotus 23 B beim AvD-Oldtimer-Grand-Prix 2011 auf dem Nürburgring

| Lotus 23 (1962)                | Daten |
| ------------------------------ | --- |
| Motor:                         | 4-Zylinder-Reihenmotor (Viertakt), als Mittelmotor eingebaut                                               |
| Hubraum:                       | 1498 cm³                                                                                                   |
| Leistung:                      | ca. 100–110 PS (74–81 kW) bei 7500/min                                                                     |
| Verdichtung:                   | 9,5 : 1 |
| Vergaser:                      | zwei Weber-Doppelvergaser 40 DCO E 2                                                                       |
| Kühlung:                       | Wasserkühlung mit Thermostat                                                                               |
| Getriebe:                      | 5-Gang-Getriebe mit Mittelschaltung, synchronisiert, Getriebeübersetzung und Achsabstufung nach Wahl       |
| Radaufhängung vorn und hinten: | Doppelquerlenker                                                                                           |
| Federung:                      | vorn Feder-Dämpfer-Einheiten, hinten Schraubenfedern und Teleskopstoßdämpfer, Stabilisator vorn und hinten |
| Fahrgestell:                   | Gitterrohrrahmen                                                                                           |
| Karosserie:                    | Glasfaserverstärkter Kunststoff                                                                            |
| Bremsen:                       | Hydraulisch betätigte Scheibenbremsen, System Girling                                                      |
| Spurweite vorn/hinten:         | 1308/1270 mm                                                                                               |
| Radstand:                      | 2286 mm |
| Reifen/Felgen:                 | 4.50–13 vorn, 5.50–13 hinten                                                                               |
| Länge × Breite × Höhe:         | 3530 × 1447 × 584 mm                                                                                       |
| Leergewicht:                   | 399 kg |
| Tankinhalt:                    | 36,4 Liter                                                                                                 |
| Höchstgeschwindigkeit:         | ca. 230 km/h                                                                                               |